# Grubenwerk

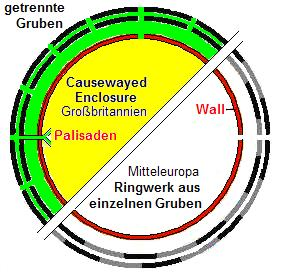
Britisches bzw. kontinentales Erdwerk

Grubenwerke, auch Grabenwerke genannt, sind Landschaftsbauwerke aus einfachen oder konzentrischen Wällen und Gruben, die durch schmale Erdbrücken unterbrochenen sind. Die sukzessiv angelegten Gruben sind so eng benachbart, dass sie lange für Gräben gehalten wurden. Die breiteren der Zugänge ins Innere sind teilweise durch komplizierte Bastionen geschützt.
Grubenwerke traten im westeuropäischen Spät-Neolithikum auf, vor allem in der Michelsberger Kultur, der Wartberg-Kultur, dem Chasséen, dem englischen Frühneolithikum und in den Vorläufern der Trichterbecherkultur (TBK) und der TBK-Zeit selbst während der sie auslaufen.

## Deutsche Grubenwerke
Es gibt mehr oder weniger runde Anlagen und Abschnittsbefestigungen wie bei Heilbronn-Klingenberg. Von dort sind verkohlte Reste einer Palisade bekannt.
Alleine in Norddeutschland und Dänemark sind 47 Grabenwerke belegt, wie Büdelsdorf und Albersdorf.

### Füllung der Gräben
Die Gräben sind besonders in der Nähe der Erdbrückenzugänge sehr fundreich. Sie enthalten zerscherbte Keramik, Feuerstein, Felsgesteinartefakte, Hüttenlehm, Menschen- und Tierknochen, sowie Pflanzenreste. In Heilbronn-Klingenberg wurden Einkorn, Emmer, Hartweizen und Nacktgerste nachgewiesen, außerdem Erbsen, Linsen, Lein und Schlafmohn.

## Unterbrochene Grubenwerke in Großbritannien

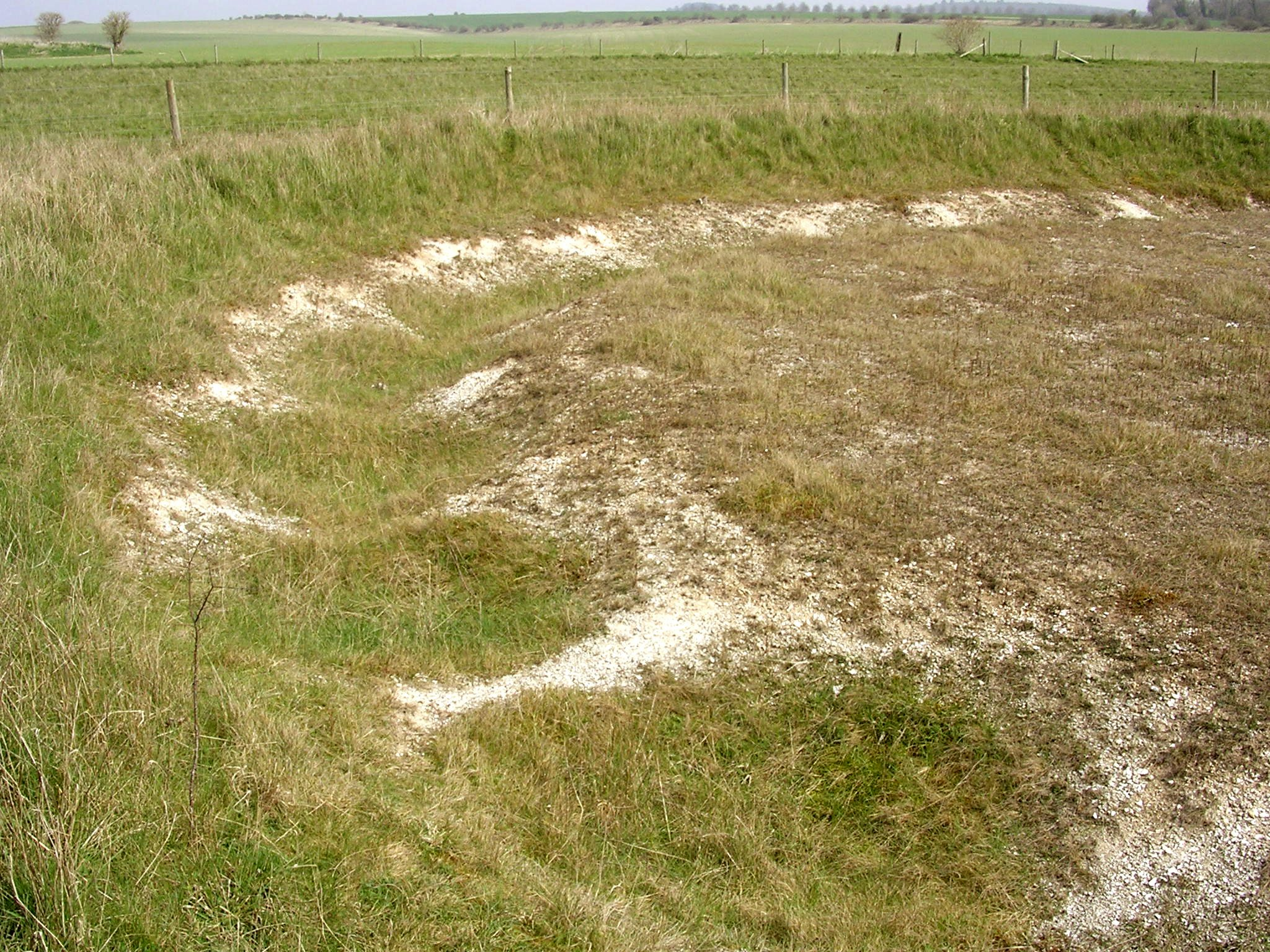
Wyke Down in Dorset, Muster einer interrupted-ditch enclosure

Die Ursprünge der Grubenanlagen Großbritanniens liegen im Kontinentaleuropa des 6. Jahrtausend v. Chr. In England, und Wales insbesondere deren Südhälften, wurden Erdwerke während des Frühneolithikums errichtet (Western Carinated, früher Windmill-Hill-Kultur). Es handelt sich um runde oder ovale Erdwerke, die zunächst als Causewayed camps heute als Causewayed enclosures oder als interrupted-ditch enclosures (unterbrochene Grabenwerke) bezeichnet werden. Sie liegen auf Hügeln oder in der Ebene, haben Durchmesser zwischen 12 und 225 m und im Unterschied zu kontinentalen Grubenwerken oft eine Vielzahl an Unterbrechungen. Ein oder mehrere Wälle sind von der entsprechenden Anzahl konzentrischer Grubenringe umgeben. Die 70 bekannten Anlagen in England bedecken Flächen zwischen einem und 8,5 ha. Die C14-Daten aus Abingdon in Oxfordshire zeigen eine Nutzung ab der Mitte des 4. Jahrtausends (3210 v. Chr.) an. Einige haben kontinuierliche oder diskontinuierliche Wälle, aus Aushubmaterial. Neue Forschungsergebnisse belegen, dass die meisten Erdwerke innerhalb einer Zeitspanne von 75 Jahren entstanden.
Knochen, hauptsächlich von Rindern, sowie Keramik und Silex wurden in den Gräben gefunden, auch Menschenknochen kommen vor. Es herrscht keine Einigkeit betreffend der Nutzung von Causewayed enclosures, aber es scheint, dass sie eine Vielzahl sozialer, ökonomischer und ritueller Funktionen in frühneolithischen Gemeinschaften erfüllten. Man glaubt inzwischen, dass die frühen neolithischen Gesellschaften die Plätze für Tauschhandel, Feste und Rituale (Kingsmead Quarry) verwendeten.

## Grubenwerke in Frankreich
Die über 100 dokumentierten unterbrochenen Grubenwerke (französisch enceinte à fossé interrompu) bzw. neolithischen Einhegungen der ersten Bauern in Frankreich wurden im Tal der Somme gefunden (so Champ de bataille bei L’Étoile). Sie sind aber auch aus anderen Landesteilen bekannt (Champ-Durand, Diconche), besonders aus den Tälern der Aisne in Nordostfrankreich und aus einem Bereich südlich der Loiremündung, während sie in der Bretagne (bis auf Groh-Colle auf der Halbinsel-Quiberon und La Rochette, westlich von Mauron) zunächst fehlten. Auch in der Normandie sind sie selten (4 Anlagen).
Bei archäologischen Arbeiten an einer Hochgeschwindigkeitsstrecke zwischen Tours und Bordeaux in Frankreich wurden mehr als 20 frühgeschichtliche Grubenwerke offenbart. Sie liegen an Hängen oder auf Plateaus und haben Durchmesser zwischen 7,0 m (Roullet-Saint-Estèphe, Vouharte) bis 20,0 m (Saint-Genis-d'Hiersac) – alle im Département Charente. Einige haben unterbrochene Gräben, wie jene, die in den Basses Landes oder am Croix de Bois in Poitiers (Département Vienne) entdeckt wurden. Einige sind zu Gruppen zusammengefasst wie La Grande Faye in Vouharte. In Roullet-Saint-Estèphe (Département Charente) bilden runde und viereckige Einfriedungen vermutlich eine Einheit. Die meisten dieser runden Anlagen liegen, zumindest soweit das anhand der Suchgräben zu beurteilen ist, isoliert. Daher wurden, mit Ausnahme von zwei Anlagen von Sablons in Luxé, keine ausgegraben. Die aus den Gräben entnommene Erde wurde entlang des Grabens oder im zentralen Bereich aufgeschichtet.
Die C14-Datierung von L’Étoile ergab, dass die jungsteinzeitliche Anlage vom späten 6. bis zum Ende des 5. Jahrtausends genutzt wurde. Der Hauptverbreitungszeitraum dieser Einhegungen liegt in der mittleren Jungstein (etwa 4500 v. Chr.), das ist die Zeit als in der Bretagne die ersten Megalithanlagen errichtet Wurden.
L’Étoile ist in seiner Gesamtheit erhalten und durch Luftaufnahmen dokumentiert. Die fast 5 ha große ovale Einhegung aus Gräben und Palisaden wird von Zugängen 8-mal unterbrochen. Weitere Palisaden trennen einen runden Bereich innerhalb der Einhegung ab, wie er ähnlich im nordirischen Fort Navan angetroffen wurde. Die archäologischen Untersuchungen ergaben, dass die Unterbrechungen breit waren und der Zugang durch trichterförmige Palisaden verlief.
Die Ausgrabungen von Rosheim im Elsass haben gezeigt, dass bandkeramische Erdwerke keine umlaufenden Gräben hatten. Die Anlage setzt sich aus einzelnen Langgruben zusammen, die diachron einer Trasse folgten. So entstand sukzessiv ein nur scheinbar kontinuierlicher Ringgraben, der als solcher jedoch nie bestand.

## Grubenwerke der Iberischen Halbinsel
Grubenwerke wurden lange nur mit Mitteleuropa und Großbritannien verbunden. Eine 2013 veröffentlichte Publikation zeigt jedoch, dass sie auch im Norden der Meseta auf der Iberischen Halbinsel vorkommen. In der Herdade do Estácio (bei Beja), wurde eine Folge konzentrischer langer Gruben ausgegraben die eindeutig Merkmale von Grubenwerken tragen. Die in den Gruben gesammelten Materialien deuten auf eine spätneolithische Chronologie. Das Layout und die Chronologie erinnert an die Anlage von Fareleira 3, obwohl die Gräben dort größer sind. Diese empirischen Daten legen nahe, dass die Halbinsel eindeutig in die gesamteuropäischen Phänomene integriert war.
Weitere Grubenwerke gibt es in Belgien, Dänemark, Italien, Irland, der Slowakei und in Skandinavien.

## Bekannte Grubenwerke

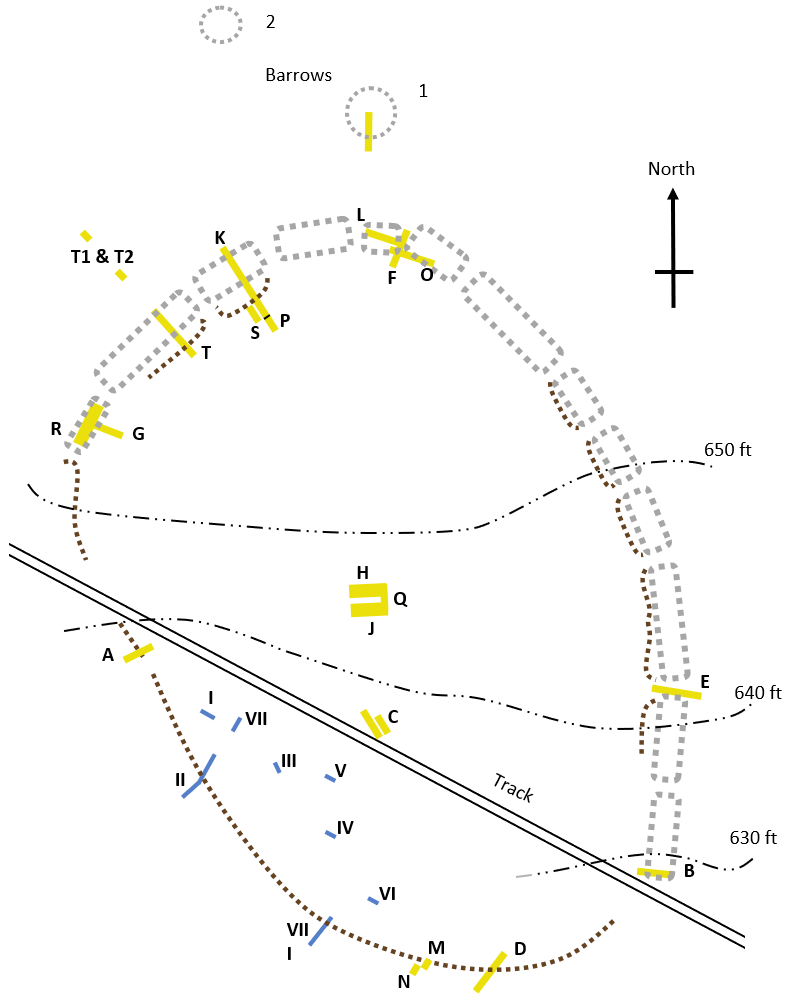
Barkhale Camp

- Deutschland: Calden, Halle-Dölauer Heide, Herxheim, Urmitz, Teisendorf, Albersdorf
- Dänemark: Sarup
- England: Abingdon, Barkhale Camp, Clacton, Coombe Hill, Hambledon Hill, Hembury, Offham Hill, Staines Enclosure, Whitehawk, Windmill Hill und Wyke Down.

Einige als Tor-Cairn bezeichnete Anlagen im Südwesten Britanniens – wie die von Carn Brea, Showery Tor und Rough Tor im Bodmin Moor (Cornwall), Stowes Hill und Whittor in Dartmoor – werden für lithische Gegenstücke der Erdwerke gehalten.
- Frankreich: Yvelines; der Graben mindestens 2 m tief, ist mehrmals unterbrochen in Segmente von 2 bis 3 m Breite. Rosheim im Département Bas-Rhin, Champ Durand, Chez Reine bei Semussac, Diconche, La Coterelle, La Mastine und Pied-Lizet.
- Irland: Donegore Hill, County Antrim (umstritten) und Magheraboy, County Sligo.
- Spanien: Monte da Lagoa, Galicien.

## Grubenwerke anderer Zeitstellung
Erdwerke aus der Zeit der Bandkeramischen Kultur wurden stets als durchgängige Grabenringe und deshalb oft als Fortifikationen aufgefasst. Die Erdwerke von Herxheim bei Landau und Rosheim im Elsass zeigen, dass es sich in diesem Fall um sukzessiv ausgehobene und teils wiederverfüllte Gruben handelt, die keine Grabenfunktion erfüllten, die aber im Magnetogramm als geschlossene Kreisgräben erscheinen.